# حزقيال باوتيستا أريزميندي
حزقيال باوتيستا أريزميندي (بالإسبانية: Juan Bautista Arismendi) هو ضابط فنزويلي، ولد في 15 مارس 1775 في لا أسونسيون ‏ في فنزويلا، وتوفي في 22 يونيو 1841 في كاراكاس في فنزويلا.